# Кирпичёв, Илларион Павлович
Илларио́н Па́влович Кирпичёв (бел. Іларыён Паўлавіч Кірпічоў; 21 октября 1914 — 1999, Санкт-Петербург) — подполковник Советской Армии, участник советско-финской и Великой Отечественной войн, Герой Советского Союза (1940).

## Биография
Родился 21 октября 1914 года в деревне Яковлевичи (ныне — посёлок в Оршанском районе Витебской области Беларуси). Русский.  После окончания семи классов школы работал на одной из ленинградских фабрик. В 1936 году призван на службу в Рабоче-крестьянскую Красную Армию. Участвовал в боях советско-финской войны, будучи командиром танка 15-го танкового батальона 13-й лёгкой танковой бригады 7-й армии Северо-Западного фронта.
22 февраля 1940 года попал в окружение под станцией Кямяря (ныне — Гаврилово Выборгского района Ленинградской области). Несмотря на то, что из строя вышли прицелы, танкисты вели огонь по атакующим финнам в течение суток, продержавшись до подхода подкрепления.
Указом Президиума Верховного Совета СССР от 21 марта 1940 года за «образцовое выполнение боевых заданий командования на фронте борьбы с финской белогвардейщиной и проявленные при этом отвагу и геройство» младший командир Илларион Кирпичёв был удостоен высокого звания Героя Советского Союза с вручением ордена Ленина и медали «Золотая Звезда» за номером 286.
В 1941 году окончил Орловское танковое училище. Участвовал в боях Великой Отечественной войны. В 1945 году окончил Высшую офицерскую бронетанковую школу самоходной артиллерии. В 1960 году в звании подполковника уволен в запас. Проживал в Санкт-Петербурге. Скончался 10 февраля 1999 года, похоронен на Северном кладбище Санкт-Петербурга.

## Награды
- Медаль Золотая Звезда
- Орден Ленина
- Орден Отечественной войны I степени
- Орден Красной Звезды
- Медали[2].

## Память
- Стела в честь И. П. Кирпичёва на Аллее Героев войны — уроженцев Оршанщины (2025). Расположена в Орше по ул. Пакгаузной, в сквере около Дома культуры железнодорожников[3].